# Holzgünz
Holzgünz là một đô thị ở huyện Unterallgäu bang Bayern, Đức.